# 記念ライダー2号〜オクダタミオシングルコレクション〜
『記念ライダー2号〜オクダタミオシングルコレクション〜』（きねんライダー2ごう〜オクダタミオシングルコレクション〜）は、奥田民生のベスト・アルバム。2007年1月17日、エスエムイーレコーズより発売。
2007年3月28日に完全生産限定でアナログ盤が発売された。

## 解説
- デビュー20周年を記念した、ソロとしては初のベスト。『記念ライダー1号〜奥田民生シングルコレクション〜』と2枚同時発売。
- シングル曲+ファン投票で決まった人気曲を収録している。最初と最後の曲以外は五十音順で収録されている。なお、「1号」には日本語タイトルの曲を、「2号」には英語もしくはカタカナタイトルの曲を収録している。また、どちらも「〜ライダー」と付くタイトルの曲で終わるようになっている。
- 収録曲のうち、数曲はリマスタリング（HDCDエンコード）が施されている。
- タイトルは仮面ライダーのパロディ。ジャケットの手袋などは、それぞれ仮面ライダー1号・2号のカラーに合わせたもの。また、撮影場所はアルバム『29』のジャケットと同じ場所である。
- 2枚同時購入特典として、"オクダタミオショウ スペシャル"と銘打たれた冊子が先着でプレゼントされた。

## 収録曲
|    | タイトル                                  | 時間 | 作詞                          | 作曲                          | シングル | 収録アルバム             | 人気投票 |
| -- | ----------------------------------------- | ---- | ----------------------------- | ----------------------------- | -------- | ------------------------ | -------- |
| 1  | マシマロ                                  | 3:02 | 奥田民生                      | 奥田民生                      | 10th     | 『GOLDBLEND』            | -        |
| 2  | CUSTOM                                    | 5:05 | 奥田民生                      | 奥田民生                      | 12th     | 『E』（別バージョン）    | 5位      |
| 3  | カヌー (remastered)                       | 5:04 | 奥田民生                      | 奥田民生                      | -        | 『FAILBOX』              | 13位     |
| 4  | ギブミークッキー                          | 3:57 | 奥田民生                      | 奥田民生                      | -        | 『comp』                 | -        |
| 5  | コーヒー (remastered)                     | 5:10 | 奥田民生 アンディ・スターマー | 奥田民生 アンディ・スターマー | 4th      | 『30』                   | 7位      |
| 6  | サウンド・オブ・ミュージック (remastered) | 3:07 | 奥田民生                      | 奥田民生                      | 16th     | 『LION』                 | -        |
| 7  | The STANDARD                              | 3:59 | 奥田民生                      | 奥田民生 アンディ・スターマー | 11th     | 『E』                    | 11位     |
| 8  | スカイウォーカー                          | 3:46 | 奥田民生                      | 奥田民生                      | 17th     | 『LION』                 | 15位     |
| 9  | トリッパー                                | 4:43 | 奥田民生                      | 奥田民生                      | 19th     | 初収録                   | 18位     |
| 10 | トロフィー                                | 3:34 | 奥田民生                      | 奥田民生                      | -        | 『GOLDBLEND』            | 12位     |
| 11 | ドースル?                                 | 4:28 | 奥田民生                      | 奥田民生                      | -        | 『E』                    | 16位     |
| 12 | ヘヘヘイ                                  | 4:30 | 奥田民生                      | 奥田民生                      | 14th     | 『E』                    | -        |
| 13 | MANY                                      | 4:22 | 奥田民生                      | 奥田民生                      | 20th     | 初収録                   | -        |
| 14 | ルート2 (remasterrd)                      | 4:24 | 奥田民生                      | 奥田民生                      | -        | 『29』                   | -        |
| 15 | イージュー★ライダー (remastered)          | 3:56 | 奥田民生                      | 奥田民生                      | 6th      | 『股旅』（別バージョン） | 2位      |